# Koszlaki
Koszlaki (ukr. Кошляки, Koszlaky) – wieś w rejonie tarnopolskim obwodu tarnopolskiego, założona w 1629 r. W II Rzeczypospolitej miejscowość była siedzibą gminy wiejskiej Koszlaki w powiecie zbaraskim województwa tarnopolskiego. Wieś liczy 940 mieszkańców.
W 1944 nacjonaliści ukraińscy z OUN-UPA zamordowali tutaj 7 Polaków, w tym ks. wikariusza Włodzimierza Siekierskiego, którego uprowadzono po niedzielnej mszy św..
Do 2020 w rejonie podwołoczyskim.